# The Bunbury Tails (filmzene)
A  Bunbury Tails   című lemez az azonos című rajzfilm zenéjét tartalmazza. Az ötlet Jan Brychta és David English-é, a fő közreműködő a zenei részben a Bee Gees együttes. A film megjelent DVD-n is.

## Az album tartalma
1. We’re the Bunburys (Barry Gibb, David English)  – 4:00 – The Bee Gees
2. Bunbury Afternoon (Barry, Robin, és Maurice Gibb, David English) – 3:25 – The Bee Gees
3. The Legend of Xanadu (Ken Howard and Alan Blaikley ) – 3:38 – Dave Dee, Dozy, Beaky, Mick & Tich
4. Eyes (Barry Gibb, Maurice Gibb) – 4:40 – Kelli Wolfe
5. Ride Rajbun (George Harrison, David English ) – 5:01 – George Harrison, Dhani Harrison, Ravi Shankar
6. Down on the Street (Bill Sharpe, Roger O’Dell) – Shakatak  3:19
7. Oakland Stroke – 3:45 – Tony! Toni! Tone!
8. Fight the Good Fight (Fight (No Matter How Long)) (Barry, Robin és Maurice Gibb, David English) – 4:36  – Eric Clapton
9. Everybody Move (Cathy Dennis ) – 3:29 – Cathy Dennis
10. The Sun Goes Down (Living It Up) (Level 42) – 3:46 – Level 42
11. Up the Revolution (Barry, Robin és Maurice Gibb, David English) – 4:23 – Elton John
12. Seasons (Barry, Robin és Maurice Gibb, David English) – 4:18  – No Hat Moon

## Közreműködők
- a számok mellett jelzett előadók és együttesek